# Matheus Alejandro
Matheus Alejandro Hoffmann da Cunda (Porto Alegre, 20 de maio de 1991) é voleibolista indoor brasileiro, atuante na posição de  Central, representou a Seleção Brasileira na conquista no Brasil da medalha de ouro no Campeonato Mundial Sub-23 de 2013.

## Carreira
O contato com o voleibol deu-se no pátio no colégio e  e chegou à Ulbra Esportes em 2007 e assim galgar uma trajetória profissional.
Estreou na categoria profissional na jornada esportiva 2010-11 pelo Santo André/Spread e por este disputou a Superliga Brasileira Aencerrando em décimo quarto lugar .
Em 2011 foi contratado pelo BMG/São Bernardo, e por este clube competiu na jornada 2011-12 disputando a referente Superliga Brasileira Ae finalizou na na oitava posição na correspondente Superliga Brasileira A.Renovou com este clube que passou a utilizar o nome São Bernardo Vôlei na temporada 2012-13 disputando por este a correspondente Superliga Brasileira A e novamente alcançando a oitava posição nesta edição.
Em 2013 foi convocado pelo técnico Roberley Luiz Leonaldo para os treinamentos da Seleção Sub-23 em Saquarema.e foi convocado para Seleção Brasileira Sub-23 para primeira edição do Campeonato Mundial Sub-23 que foi sediado em Uberlândia  e conquistou a medalha de ouro e foi eleito o Melhor Central de toda competição.
Em mais uma temporada no São Bernardo Vôlei, disputou a jornada 2013-14, conquistou o título dos Jogos Regionais em Barueri de 2013 e campeão dos Jogos Abertos do Interior em Mogi das Cruzes e alcançou o sétimo lugar na Superliga Brasileira A 2013-14, e finalizou na oitava colocação da Copa Brasil de 2014, realizada em Campinas.
Transferiu-se para o Ziober Maringá Vôlei para as competições do período esportivo 2014-15 e conquistou o título da Copa Ginástica/Asics Paquetá Esportes de 2014 e alcançou o sétimo lugar na Copa Brasil 2015 e o sexto lugar na Superliga Brasileira A 2014-15.
Na temporada de 2015-16 foi atleta do Lebes/Gedore/Canoas, sagrando-se campeão do Campeonato Gaúcho de 2015, alcançou nono lugar por este na Superliga Brasileira A 2015-16 e disputou a Copa Brasil de 2016 em Campinas, encerrando na sexta colocação.
Na temporada 2016-17 reforçou o Brasil Kirin e foi semifinalista da Copa Brasil de 2017 em Campinas e semifinalista na Superliga Brasileira A 2016-17 finalizando na quarta colocação.
Na jornada seguinte volta a atuar pelo  Lebes/Gedore/Canoas e competiu no período de 2017-18 e finalizou na oitava colocação na correspondente Superliga Brasileira A. Na temporada de 2018-19 atuou pelo Caramuru Vôlei e conquistou o título do Campeonato Paranaense de 2018 e a correspondente Superliga Brasileira A, rescindiu contrato.
Em 2019, foi convocado para seleção brasileira militar para disputar os Jogos Mundiais Miliares de Wuhan, e em novembro de 2019, transferiu-se para o voleibol espanhol, atuando pelo Unicaja Costa de Almería conquistando a Copa do Rei da Espanha , vice-campeão da Supercopa Espanhola e da Liga A Espanhola.
Foi repatriado pelo Fiat/Minas na jornada 2019-20 terminou com o vice-campeonato na edição do Campeonato Mineiro de 2019. e também foi vice-campeão da Copa do Brasil de 2019.
No período de 2020-21, voltou a competir por um clube espanhol, FC Barcelona e na mesma temporada esteve no Vôlei Um Itapetininga e conseguiram avançar as semifinais da Superliga Brasileira A 2020-21 após eliminar o Sada Cruzeiro Vôlei nas quartas de final
A partir da temporada 2021-22 passou a jogar pelo  Vedacit Guarulhos , foi vice-campeão do Campeonato Paulista de 2021,  terceiro lugar na Copa Brasileira de 2022, sendo o melhor bloqueador da Superliga Brasileira A, na quarto finalizou na quarta posição.

## Títulos e Resultados
- Superliga Espanhola A: 2018–19
- Supercopa Espanhola: 2018–19
- Supercopa Brasileira: 2016–17
- Copa Brasil: 2019
- Copa Brasil: 2022
- Copa do Rei: 2018–19
- Superliga Brasileira A: 2016–17, 2020–21, 2021–22
- Copa Ginástica/Asics Paquetá Esportes: 2014
- Campeonato Gaúcho: 2015
- Campeonato Paulista: 2023
- Campeonato Paulista: 2021
- Campeonato Paulista: 2016, 2020
- Campeonato Mineiro: 2019
- Jogos Abertos do Interior de São Paulo: 2013
- Jogos Regionais de São Paulo: 2013
- Jogos Regionais de São Paulo: 2014

## Premiações Individuais
- Melhor Bloqueador da Superliga Brasileira A 2021–22
- Melhor Central do Campeonato Mundial Sub-23 de 2013